# Ипохский белый кофе
Ипохский «белый» кофе — кофейный напиток и способ обжарки кофейных зёрен, родиной которого является город Ипох (Малайзия).
Для приготовления «белого кофе» кофейные зёрна обжаривают на маргарине из пальмового масла, а готовый напиток подают со сгущенным молоком. Ипохский белый кофе распространен в виде быстрорастворимого напитка и обычно подается после обеда.

## Название
На китайском языке «Ипохский белый кофе» носит название «怡保白咖啡», где «白» — «белый» не относится к цвету напитка и связан исключительно с технологией обжарки. В отличие от «белого», под «чёрным» кофе в Малайзии понимаются кофейные зерна, обжаренные с маргарином, сахаром и пшеницей.